# Liste de films tournés dans le département du Finistère
Un certain nombre d'œuvres cinématographiques et télévisuelles ont été tournés dans le département du Finistère.
Voici une liste à compléter de films, téléfilms, feuilletons télévisés, films documentaires… tournés dans le département du Finistère, classés par commune et lieu de tournage et date de diffusion.
- Haut – A
- B
- C
- D
- E
- F
- G
- H
- I
- J
- K
- L
- M
- N
- O
- P
- Q
- R
- S
- T
- U
- V
- W
- X
- Y
- Z

## A
- Argol
  - 1969 : Que la bête meure de Claude Chabrol

- Audierne
  - 2012 : Cornouaille  d'Anne Le Ny
  - 2023 : Les Petites Victoires de Mélanie Auffret

- Haut – A
- B
- C
- D
- E
- F
- G
- H
- I
- J
- K
- L
- M
- N
- O
- P
- Q
- R
- S
- T
- U
- V
- W
- X
- Y
- Z

## B
- Brest
  - 1936 : La Porte du large de Marcel L'Herbier
  - 1941 : Remorques de Jean Grémillon
  - 1960 : Le Voyage en ballon d'Albert Lamorisse[1],[2]
  - 1965 : L'Amour à la mer de Guy Gilles
  - 1965 : Le Ciel sur la tête d'Yves Ciampi
  - 2009 : King Guillaume de Pierre-François Martin-Laval
  - 2012 : Les Seigneurs d'Olivier Dahan
  - 2016 : La Fille de Brest d'Emmanuelle Bercot

- Brasparts
  - 1974 : Que la fête commence de Bertrand Tavernier (Mont Saint-Michel de Brasparts, point culminant des Monts d'Arrée)

- Brignogan
  - 2012 : Les Seigneurs d'Olivier Dahan

- Haut – A
- B
- C
- D
- E
- F
- G
- H
- I
- J
- K
- L
- M
- N
- O
- P
- Q
- R
- S
- T
- U
- V
- W
- X
- Y
- Z

## C
- Camaret-sur-Mer
  - 1969 : Que la bête meure de Claude Chabrol

- Carhaix
  - 2012 : Bowling de Marie-Castille Mention-Schaar

- Clohars-Carnoët
  - 1985 : L'Amour en douce d'Édouard Molinaro

- Combrit
  - 1974 : Vos gueules, les mouettes ! de Robert Dhéry
  - 1982 : L'Honneur d'un capitaine de Pierre Schoendoerffer

- Crozon et Presqu'île de Crozon
  - 1969 : Que la bête meure de Claude Chabrol (Cap de la Chèvre)
  - 2011 : L'Épervier série télévisée de Stéphane Clavier
  - 2012 : Maman de Alexandra Leclère[3]

- Haut – A
- B
- C
- D
- E
- F
- G
- H
- I
- J
- K
- L
- M
- N
- O
- P
- Q
- R
- S
- T
- U
- V
- W
- X
- Y
- Z

## D
- Douarnenez
  - 2014 : Entre vents et marées de Josée Dayan[4].
  - 2023 : Les Petites Victoires de Mélanie Auffret

- Haut – A
- B
- C
- D
- E
- F
- G
- H
- I
- J
- K
- L
- M
- N
- O
- P
- Q
- R
- S
- T
- U
- V
- W
- X
- Y
- Z

## E
- Haut – A
- B
- C
- D
- E
- F
- G
- H
- I
- J
- K
- L
- M
- N
- O
- P
- Q
- R
- S
- T
- U
- V
- W
- X
- Y
- Z

## F
- Haut – A
- B
- C
- D
- E
- F
- G
- H
- I
- J
- K
- L
- M
- N
- O
- P
- Q
- R
- S
- T
- U
- V
- W
- X
- Y
- Z

## G
- Guengat
  - 2023 : Les Petites Victoires de Mélanie Auffret

- Goulven
  - 2001 : Le Peuple migrateur de Jacques Perrin, Jacques Cluzaud et Michel Debats

- Guilvinec
  - 1987 : La Nuit de l'océan d'Antoine Perset
  - 1997 : Western de Manuel Poirier.
  - 2014 : Entre vents et marées de Josée Dayan[4].

- Haut – A
- B
- C
- D
- E
- F
- G
- H
- I
- J
- K
- L
- M
- N
- O
- P
- Q
- R
- S
- T
- U
- V
- W
- X
- Y
- Z

## H
- Haut – A
- B
- C
- D
- E
- F
- G
- H
- I
- J
- K
- L
- M
- N
- O
- P
- Q
- R
- S
- T
- U
- V
- W
- X
- Y
- Z

## I
- Île-de-Batz
  - 1985 : Le Meilleur de la vie de Renaud Victor

- Île-de-Sein
  - 1995 : Élisa de Jean Becker[5]

- Haut – A
- B
- C
- D
- E
- F
- G
- H
- I
- J
- K
- L
- M
- N
- O
- P
- Q
- R
- S
- T
- U
- V
- W
- X
- Y
- Z

## J
- Haut – A
- B
- C
- D
- E
- F
- G
- H
- I
- J
- K
- L
- M
- N
- O
- P
- Q
- R
- S
- T
- U
- V
- W
- X
- Y
- Z

## K
- Kerlouan
  - 2001 : Le Peuple migrateur de Jacques Perrin, Jacques Cluzaud et Michel Debats

- Haut – A
- B
- C
- D
- E
- F
- G
- H
- I
- J
- K
- L
- M
- N
- O
- P
- Q
- R
- S
- T
- U
- V
- W
- X
- Y
- Z

## L
- Lampaul-Ploudalmézeau
  - 2001 : Le Peuple migrateur de Jacques Perrin, Jacques Cluzaud et Michel Debats

- Landunvez
  - 2001 : Le Peuple migrateur de Jacques Perrin, Jacques Cluzaud et Michel Debats
  - 2011 : Les Aventures de Philibert, capitaine puceau de  Sylvain Fusée
  - 2012 : Les Seigneurs de Olivier Dahan

- Le Juch
  - 2023 : Les Petites Victoires de Mélanie Auffret

- Locronan
  - 1921 : Les Trois Mousquetaires de Henri Diamant-Berger
  - 1960 : Le Voyage en ballon d'Albert Lamorisse[2]
  - 1979 : Tess de Roman Polanski[6]
  - 1988 : Chouans ! de Philippe de Broca
  - 2004 : Un long dimanche de fiançailles de  Jean-Pierre Jeunet[7]
  - 2011 : L'Épervier série télévisée Stéphane Clavier

- Haut – A
- B
- C
- D
- E
- F
- G
- H
- I
- J
- K
- L
- M
- N
- O
- P
- Q
- R
- S
- T
- U
- V
- W
- X
- Y
- Z

## M
- Morlaix
  - 1979 : Tess de Roman Polanski[6]
  - 1982 : L'Honneur d'un capitaine de Pierre Schoendoerffer
- Molène
  - 2012 : Les Seigneurs de Olivier Dahan

- Haut – A
- B
- C
- D
- E
- F
- G
- H
- I
- J
- K
- L
- M
- N
- O
- P
- Q
- R
- S
- T
- U
- V
- W
- X
- Y
- Z

## N
- Haut – A
- B
- C
- D
- E
- F
- G
- H
- I
- J
- K
- L
- M
- N
- O
- P
- Q
- R
- S
- T
- U
- V
- W
- X
- Y
- Z

## O
- Ouessant
  - 1929 : Finis terrae
  - 1953 : L'Amour d'une femme
  - 2004 : L'Équipier

- Haut – A
- B
- C
- D
- E
- F
- G
- H
- I
- J
- K
- L
- M
- N
- O
- P
- Q
- R
- S
- T
- U
- V
- W
- X
- Y
- Z

## P
- Penmarch
  - 1920 : L'Homme du large de Marcel L'Herbier
  - 1929 : Gardiens de phare de Jean Grémillon
  - 1955 : Dans tes bras de Victor Vicas
  - 1958 : Les Naufrageurs de Charles Brabant
  - 1971 : Doucement les basses de Jacques Deray
  - 1987 : La Nuit de l'océan d'Antoine Perset
  - 2004 : Là-haut, un roi au-dessus des nuages de Pierre Schoendoerffer
  - 2004 : Un long dimanche de fiançailles de  Jean-Pierre Jeunet[7]
  - 2014 : Entre vents et marées de Josée Dayan[4].

- Plonévez-Porzay
  - 1969 : Que la bête meure de Claude Chabrol

- Plomelin
  - 1979 : Tess de Roman Polanski[6]

- Plougastel-Daoulas
  - 2012 : Les Seigneurs de Olivier Dahan

- Plougonvelin
  - 2010 : Rien à déclarer de  Dany Boon

- Porspoder
  - 2012 : Les Seigneurs de Olivier Dahan

- Pont-Aven
  - 1975 : Les Galettes de Pont-Aven de Joël Séria

- Pont-Croix
  - 2023 : Les Petites Victoires de Mélanie Auffret

- Pouldergat
  - 2023 : Les Petites Victoires de Mélanie Auffret

- Haut – A
- B
- C
- D
- E
- F
- G
- H
- I
- J
- K
- L
- M
- N
- O
- P
- Q
- R
- S
- T
- U
- V
- W
- X
- Y
- Z

## Q
- Quimper
  - 1923 : La grande fête des reines de Cornouaille
  - 1959 : Les Naufrageurs de Charles Brabant
  - 1969 : Que la bête meure de Claude Chabrol
  - 1971 : Doucement les basses de Jacques Deray
  - 1979 : Le Cadran solaire téléfilm de Michel Wyn
  - 1980 : Le Cheval d'orgueil de Claude Chabrol, adapté du livre de Pierre-Jakez Hélias
  - 1980 : Chère inconnue, de Moshé Mizrahi
  - 1981 : Rends-moi la clé de Gérard Pirès
  - 1982 : Les Fantômes du chapelier de Claude Chabrol
  - 1982 : L'Honneur d'un capitaine de Pierre Schoendoerffer
  - 1997 : Western de Manuel Poirier
  - 2011 : Bowling de Marie-Castille Mention-Schaar
  - 2011 : Les Yeux de sa mère de Thierry Klifa
  - 2011 : Livide de Julien Maury et Alexandre Bustillo
  - 2012 : Cornouaille d'Anne Le Ny
  - 2013 : Frau Ella de Markus Goller
  - 2023 : Les Petites Victoires de Mélanie Auffret

## R
- Haut – A
- B
- C
- D
- E
- F
- G
- H
- I
- J
- K
- L
- M
- N
- O
- P
- Q
- R
- S
- T
- U
- V
- W
- X
- Y
- Z

## S
- Saint-Pabu
  - 2001 : Le Peuple migrateur de Jacques Perrin, Jacques Cluzaud et Michel Debats
  - 2013 : Armor de Sacha Bodiroga

- Saint-Jean-Trolimon (Tronoën)
  - 1958 : Les Naufrageurs de Charles Brabant
  - 1970 : Doucement les basses de Jacques Deray
  - 1974 : Vos gueules, les mouettes ! de Robert Dhéry

- Sainte-Anne-La-Palud
  - 1980 : Chère inconnue de Moshé Mizrahi

- Sibiril
  - 1974 : Que la fête commence de Bertrand Tavernier (Château de Kérouzéré)

- Haut – A
- B
- C
- D
- E
- F
- G
- H
- I
- J
- K
- L
- M
- N
- O
- P
- Q
- R
- S
- T
- U
- V
- W
- X
- Y
- Z

## T
- Haut – A
- B
- C
- D
- E
- F
- G
- H
- I
- J
- K
- L
- M
- N
- O
- P
- Q
- R
- S
- T
- U
- V
- W
- X
- Y
- Z

## U
- Haut – A
- B
- C
- D
- E
- F
- G
- H
- I
- J
- K
- L
- M
- N
- O
- P
- Q
- R
- S
- T
- U
- V
- W
- X
- Y
- Z

## V
- Haut – A
- B
- C
- D
- E
- F
- G
- H
- I
- J
- K
- L
- M
- N
- O
- P
- Q
- R
- S
- T
- U
- V
- W
- X
- Y
- Z

## W
- Haut – A
- B
- C
- D
- E
- F
- G
- H
- I
- J
- K
- L
- M
- N
- O
- P
- Q
- R
- S
- T
- U
- V
- W
- X
- Y
- Z

## X
- Haut – A
- B
- C
- D
- E
- F
- G
- H
- I
- J
- K
- L
- M
- N
- O
- P
- Q
- R
- S
- T
- U
- V
- W
- X
- Y
- Z

## Y
- Haut – A
- B
- C
- D
- E
- F
- G
- H
- I
- J
- K
- L
- M
- N
- O
- P
- Q
- R
- S
- T
- U
- V
- W
- X
- Y
- Z

## Z
- Haut – A
- B
- C
- D
- E
- F
- G
- H
- I
- J
- K
- L
- M
- N
- O
- P
- Q
- R
- S
- T
- U
- V
- W
- X
- Y
- Z